# Estanzuela, Guachinango
Estanzuela är en ort i Mexiko.   Den ligger i kommunen Guachinango och delstaten Jalisco, i den centrala delen av landet, 600 km väster om huvudstaden Mexico City. Estanzuela ligger 1 444 meter över havet och antalet invånare är 113.
Terrängen runt Estanzuela är kuperad åt sydost, men åt nordväst är den platt. Estanzuela ligger nere i en dal. Runt Estanzuela är det ganska glesbefolkat, med 48 invånare per kvadratkilometer. Närmaste större samhälle är Guachinango, 7,3 km nordväst om Estanzuela. I omgivningarna runt Estanzuela växer huvudsakligen savannskog.